# Philippe Streiff
Philippe Streiff   (La Tronche, 26 de juny de 1955 - Puteaux, 23 de desembre de 2022) va ser un pilot de curses automobilístiques francès que va arribar a disputar curses de Fórmula 1.

## A la F1
Philippe Streiff va debutar a la setzena i última cursa de la temporada 1984 (la 35a temporada de la història) del campionat del món de la Fórmula 1, disputant el 21 d'octubre del 1984 el G.P. de Portugal al circuit d'Estoril.
Va participar en un total de cinquanta-quatre curses puntuables pel campionat de la F1, disputades en cinc temporades consecutives (1984 - 1988), aconseguint una tercera posició com millor classificació en una cursa i assolí onze punts pel campionat del món de pilots.

## Resultats a la Fórmula 1
| Any  | Equip                                | Xassís  | Motor    | 1       | 2       | 3       | 4       | 5        | 6         | 7       | 8       | 9       | 10      | 11     | 12      | 13    | 14      | 15      | 16      | Posició | Punts |
| ---- | ------------------------------------ | ------- | -------- | ------- | ------- | ------- | ------- | -------- | --------- | ------- | ------- | ------- | ------- | ------ | ------- | ----- | ------- | ------- | ------- | ------- | ----- |
| 1984 | Equipe Renault Elf                   | Renault | Renault  | BRA     | RSA     | BEL     | SMR     | FRA      | MON       | CAN     | E.USA   | DAL     | GBR     | ALE    | AUT     | HOL   | ITA     | EUR     | POR Ret | -       | 0     |
| 1985 | Equipe Ligier Gitanes                | Ligier  | Renault  | BRA     | POR     | SMR     | MON     | CAN      | E.USA     | FRA     | GBR     | ALE     | AUT     | HOL    | ITA 10  | BEL 9 | EUR 8   |         | AUS 3   | 15è     | 4     |
| 1985 | Tyrrell Racing Organisation          | Tyrrell | Renault  |         |         |         |         |          |           |         |         |         |         |        |         |       |         | RSA Ret |         | 15è     | 4     |
| 1986 | Data General Team Tyrrell            | Tyrrell | Renault  | BRA 7   | ESP Ret | SMR Ret |         |          | CAN 11    |         |         |         |         |        |         |       |         |         |         | 14è     | 3     |
| 1986 | Data General Team Tyrrell            | Tyrrell | Renault  |         |         |         | MON 11  | BEL 12   |           | E.USA 9 | FRA Ret | GBR 6   | ALE Ret | HUN 8  | AUT Ret | ITA 9 | POR Ret | MEX Ret | AUS 5   | 14è     | 3     |
| 1987 | Data General Team Tyrrell            | Tyrrell | Cosworth | BRA 11  | SMR 8   | BEL 9   | MON Ret | E.USA 14 | FRA 6     | GBR Ret | ALE 4   | HUN 9   | AUT Ret | ITA 12 | POR 12  | ESP 7 | MEX 8   | JPN 12  | AUS Ret | 15è     | 4     |
| 1988 | Automobiles Gonfaronnaises Sportives | AGS     | Cosworth | BRA Ret | SMR 10  | MON NVS | MEX 12  | CAN Ret  | E.USA Ret | FRA Ret | GBR Ret | ALE Ret | HUN Ret | BEL 10 | ITA Ret | POR 9 | ESP Ret | JPN 8   | AUS 11  | -       | 0     |

### Resum
| Curses: | Victòries: | Pòdiums: | Poles: | Voltes ràpides: | Punts: |
| ------- | ---------- | -------- | ------ | --------------- | ------ |
| 54 (53) | 0          | 1        | 0      | 0               | 11     |